# Lisa Vittozzi
Lisa Vittozzi, née le 4 février 1995 à Pieve di Cadore, est une biathlète italienne, championne du monde de l'individuel et gagnante de la Coupe du monde en 2024. Elle a aussi remporté une médaille de bronze olympique avec le relais mixte italien en 2018, ainsi qu'une médaille de bronze en relais féminin lors des championnats du monde de 2015. Elle remporte ses deux premières victoires en Coupe du monde les 10 et 11 janvier 2019 à l'arrivée du sprint et de la poursuite à Oberhof. En 2019, elle est vice-championne du monde et lauréate du petit globe de l'individuel, avant de terminer deuxième du classement général de la Coupe du monde 2018-2019 derrière Dorothea Wierer avec qui elle a lutté jusqu'à la dernière course. Aux championnats du monde 2023, elle remporte l'or en relais, et obtient trois autres médailles (l'argent sur le relais mixte et le bronze sur l'individuel et le relais mixte simple).
Elle se distingue aux championnats du monde 2024 à Nové Město en remportant quatre nouvelles médailles dont le titre de l'individuel. Constante durant tout l'hiver 2023-2024, elle parvient à 29 ans, grâce à une fin de saison en boulet de canon, à remporter le classement général de la Coupe du monde pour la première fois de sa carrière, après une lutte serrée avec Tandrevold, Jeanmonnot, Simon et Braisaz-Bouchet. Elle est la deuxième biathlète italienne à remporter le gros globe de cristal, quatre ans après Dorothea Wierer. 

## Carrière

### Débuts
Elle fait ses débuts internationaux en 2012.
Gagnante de deux titres mondiaux dans la catégorie jeune en 2014, Lisa Vittozzi commence sa carrière en Coupe du monde en décembre 2014 à Östersund. Elle dispute les Championnats du monde 2015, où elle décroche avec Nicole Gontier, Karin Oberhofer et Dorothea Wierer la médaille de bronze du relais féminin.

### Saison 2015-2016
Elle remporte sa première course en Coupe du monde avec le relais féminin à Hochfilzen, en assurant le départ avec un sans-faute au tir. Elle obtient la 13e place à la poursuite des Championnats du monde d'Oslo. Elle termine la saison à la 39e place du classement général la Coupe du monde.

### Saison 2016-2017
Aux championnats du monde 2017 à Hochfilzen, elle se classe quatrième du relais mixte et cinquième du relais féminin. Elle crée la surprise dans l'épreuve du sprint sur ces mêmes championnats, échouant à seulement deux dixièmes de seconde d'Anaïs Chevalier pour une place sur le podium.
Durant la saison, elle poursuit sa progression en Coupe du monde et accède à la troisième place de la poursuite de Kontiolahti, devançant de 2 secondes Domracheva, ce qui constitue son premier podium individuel dans l'élite mondiale. Elle termine la saison à la 27e place du classement général de la Coupe du monde.

### Saison 2017-2018

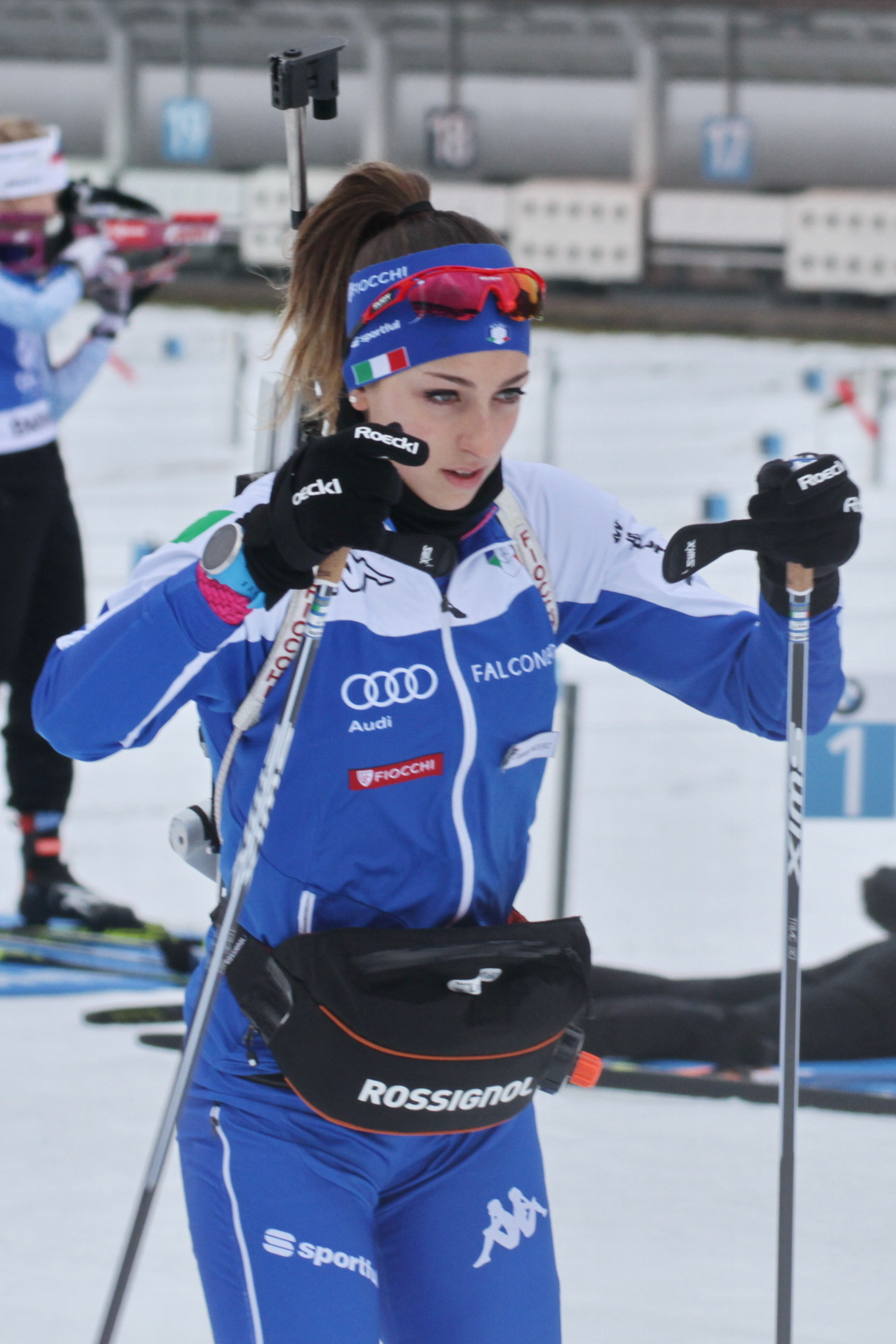
Vittozzi à Oberhof en 2018.

Lisa Vittozzi s'affirme au plus haut niveau en étant régulière tout au long de la saison : elle décroche une deuxième place (mass-start de Kontiolahti), deux troisièmes places (sprint de Kontiolahti et poursuite du Grand Bornand) et trois quatrièmes places (sprint du Grand Bornand, poursuite d'Östersund et mass start des Jeux olympiques de PyeongChang).
Elle est proche d'obtenir une médaille olympique individuelle : sixième du sprint et quatrième de la mass start où elle lutte pour la médaille jusqu'au dernier tir debout au cours duquel elle commet une faute.
Titulaire de l'équipe italienne de relais mixte en compagnie de sa chef de file Dorothea Wierer, de Lukas Hofer et de Dominik Windisch, elle remporte la médaille de bronze aux Jeux olympiques, ainsi que le relais mixte de Kontiolahti en Coupe du monde et le classement de la spécialité.
Elle termine la saison à la sixième place du classement de la Coupe du monde.

### Saison 2018-2019
Le début de saison de Lisa Vittozzi s'inscrit dans la continuité de ses bonnes performances de l'année précédente : au cours des cinq premières courses, elle obtient à chaque fois un Top 6, flirtant de près avec le podium. Elle s'impose avec l'équipe de relais féminin lors de l'épreuve de Hochfilzen.
Lors de l'étape de Nove Mesto, les résultats sont moins réguliers, mais sa 4ème place obtenue sur la poursuite lui permet d'accéder à la 3ème place du classement général de la Coupe du Monde.
Elle remporte sa première victoire en Coupe du monde à l'arrivée du sprint d'Oberhof le 10 janvier, à la faveur d'un sans-faute au tir et d'un bon temps à ski qui lui permet de devancer de 5 secondes Anaïs Chevalier et de 15 secondes Hanna Öberg qui ont elles aussi réalisé le 10 sur 10. Le lendemain, elle fait la course en tête de la poursuite du premier tir à la fin avec beaucoup de sérénité et signe ainsi sa deuxième victoire, devant Anastasia Kuzmina et Anaïs Chevalier, progressant à la deuxième place du classement général derrière sa coéquipière Dorothea Wierer.
À Ruhpolding, Lisa Vittozzi s'élance dans le sprint pour la première fois avec le dossard rouge de leader de la spécialité. Sans céder à la pression due à sa nouvelle notoriété, elle est parfaite au tir, rapide sur les skis et décroche une deuxième place derrière Kuzmina. 3 jours plus tard, elle est à la lutte pour la victoire dans la mass-start jusqu'au dernier tir debout où elle commet une erreur qui la fait rétrograder à la 11ème place.
Lors de l'étape d'Antholz, Vittozzi est de nouveau au rendez-vous devant son public : avec un 9/10, elle s'empare de la 5ème place du sprint qu'elle bonifie 2 jours plus tard lors de la poursuite en accrochant le podium. Une 11ème place en mass start confirme sa régularité, malgré la fatigue accumulée. Avant les étapes américaines, Lisa Vittozzi est désormais solidement installée à la 2ème place de la Coupe du monde.
Malgré le froid canadien, elle décroche une 3e place sur l'individuel court grâce à un sans-faute au tir. Aux États-Unis, deux places honorables au sprint et à la poursuite lui permettent de devancer Wierer au classement général de la Coupe du monde avec 7 points d'avance. Aux Championnats du monde à Östersund, elle remporte le 12 mars sa première médaille dans un évènement majeur en terminant deuxième de l'individuel 15 km à 23 secondes de Hanna Öberg grâce à nouveau à un sans-faute au tir qui lui permet de devancer Justine Braisaz (19 sur 20) sur le podium.
Après avoir aussi pris la médaille de bronze du relais mixte avec Lukas Hofer, Dominik Windisch et Dorothea Wierer à Östersund, elle est à la lutte pour le gros globe de cristal avec cette dernière. Vittozzi et Wierer se présentent à la dernier étape de la Coupe du monde à Oslo à égalité de points en tête du classement (852) mais c'est sa coéquipière championne du monde de la mass-start le dernier jour des Mondiaux qui porte le dossard jaune car elle compte une victoire de plus. Malheureusement pour elle, Vittozzi hypothèque ses chances de remporter le gros globe de cristal dès le sprint disputé dans le stade d'Holmenkollen le 21 mars. Plombée par un tir défaillant (5/10), elle termine en effet la course hors des points et surtout à une 68e qui la prive de poursuite. Dans le même temps Wierer engrange des points précieux en se classant 11e, place lui offrant une belles opportunité d'augmenter son capital sur la poursuite : à deux courses de la fin de la saison, Wierer prend ainsi un avantage décisif.
Lisa Vittozzi termine finalement à la deuxième place du classement général de la Coupe du monde et remporte son premier petit globe de cristal, celui de l'individuel grâce notamment à ses deux podiums obtenus dans la spécialité en cours de saison. Par ailleurs elle se classe quatrième au général du sprint et de la poursuite.

### Saison 2019-2020

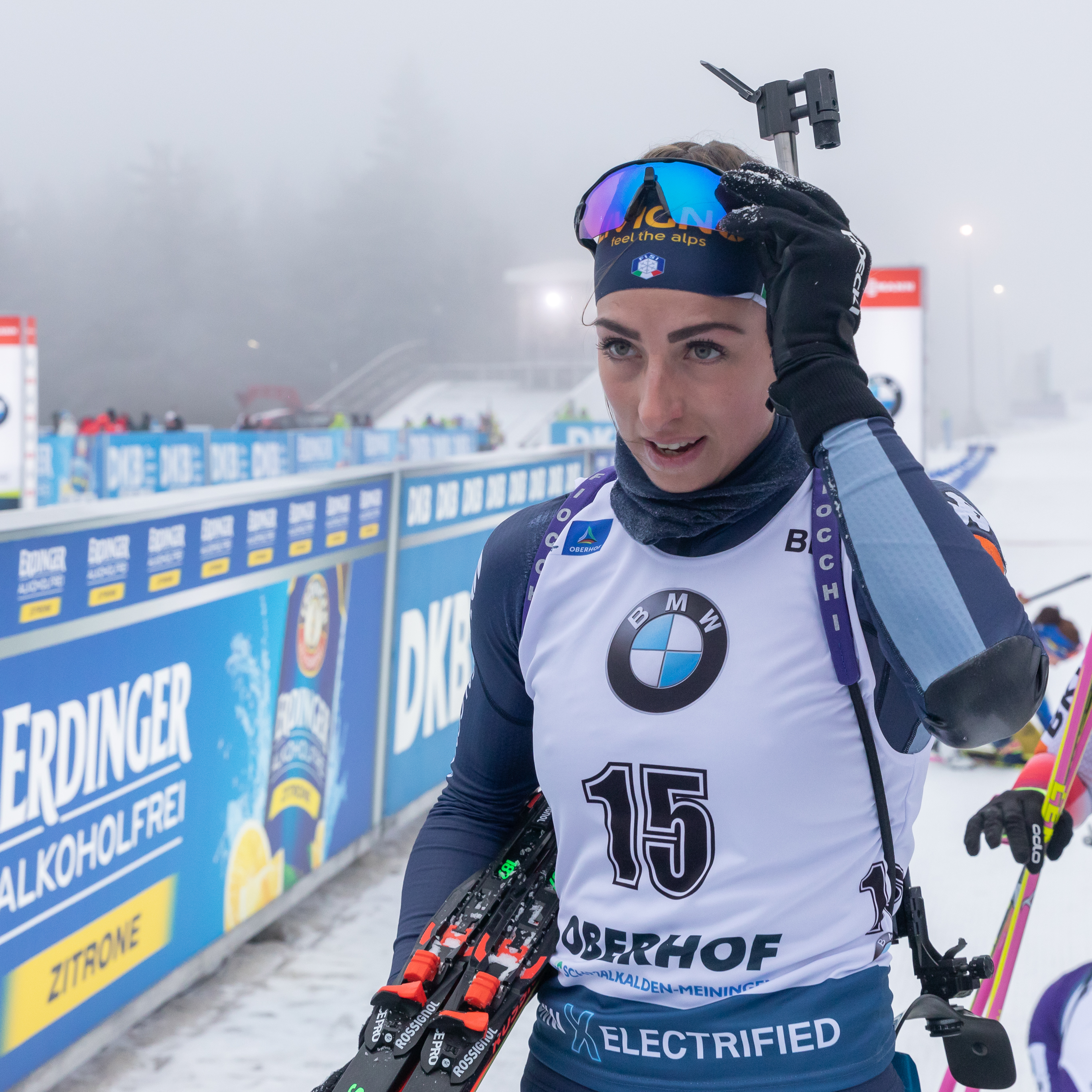
Vittozzi à Oberhof en 2020.

Affectée par l'occasion manquée de remporter le gros globe la saison précédente et minée par sa rivalité avec Dorothea Wierer qui crée parfois des tensions au sein de l'équipe d'Italie, Lisa Vittozzi ne parvient pas à conserver le niveau d'excellence qui lui avait permis de lutter en tête du classement général durant tout l'hiver 2018-2019. Elle réussit toutefois à bien terminer la saison et signer deux podiums, se classant deuxième de la mass-start de Pokljuka en janvier 2020 et troisième de la poursuite de Kontiolahti, dernière course de la saison en mars. Entre-temps aux championnats du monde d'Antholz-Anterselva en février elle obtient le premier jour la médaille d'argent du relais mixte en compagnie de Lukas Hofer, Dominik Windisch et Dorothea Wierer mais, contrairement à Wierer, elle ne parvient pas ensuite à briller sur les courses individuelles (une seule place dans le top 25, en étant sixième du sprint). Elle termine à la dixième place du classement général de la Coupe du monde 2019-2020.

### Saison 2020-2021
Vittozzi contracte le virus de la Covid-19 quelques semaines avant le début de saison, perturbant fortement sa préparation. Son niveau est en deçà de ses capacités et elle n'obtient aucun résultat probant. Elle retrouve cependant le haut du classement lors des Championnats du monde à Pokljuka en Slovénie. Elle prend ainsi la 5e place du sprint, forte d'un sans faute au tir, mais ne parvient pas à profiter de cette bonne position sur la poursuite où elle craque sur le pas de tir (10/20), ce qui la repousse à la 48e place à l'arrivée. Après un individuel peu convaincant avec quatre minutes de pénalité et une 38e place, Vittozzi lance le relais italien de belle manière, sans la moindre pioche au tir, donnant le relais à sa compatriote Michela Carrara avec 16 secondes d'avance. Cependant les Italiennes ne terminent cette épreuve qu'à la 9e place. Lors de la mass-start finale des mondiaux, Vittozzi réalise un 19/20 au tir qui lui permet d'être encore à la lutte pour une médaille dans le dernier tour, mais elle ne parvient pas à suivre les Norvégiennes Tandrevold, Eckhoff et Olsbu Røiseland et franchit la ligne d'arrivée à la 5e place. Profitant de sa bonne forme du moment, elle réussit à prendre la 3e place du sprint à Nové Město, son unique podium individuel de la saison. Une semaine plus tard au même endroit, elle s'empare de la deuxième place sur le relais mixte en compagnie de Wierer, Windisch et Hofer.

### Saison 2021-2022
Après une saison en deçà de son niveau, Lisa Vittozzi effectue une préparation estivale à la hauteur de ses espérances et se montre ambitieuse pour la saison 2021-2022. Mais elle ne parvient toujours pas à retrouver son meilleur niveau et se montre même de plus en plus défaillante au niveau du tir, comme à Antholz-Anterselva où l'Italienne effectue des performances catastrophiques sur les courses individuelles.
Vittozzi ne se montre pas beaucoup plus performante lors des Jeux olympiques à Pékin en Chine. Elle monte pour la première fois de la saison sur le podium en coupe du monde, grâce à une troisième place lors relais féminin à Kontiolahti. Cependant elle ne peut pas participer aux épreuves suivantes en Finlande car elle est testée positive au Covid-19. La transalpine est de retour à la compétition dès la semaine suivante à Otepää en Estonie. Elle n'obtient aucun résultat probant sur la fin de saison et termine à la 31e place au classement général.

### Saison 2022-2023

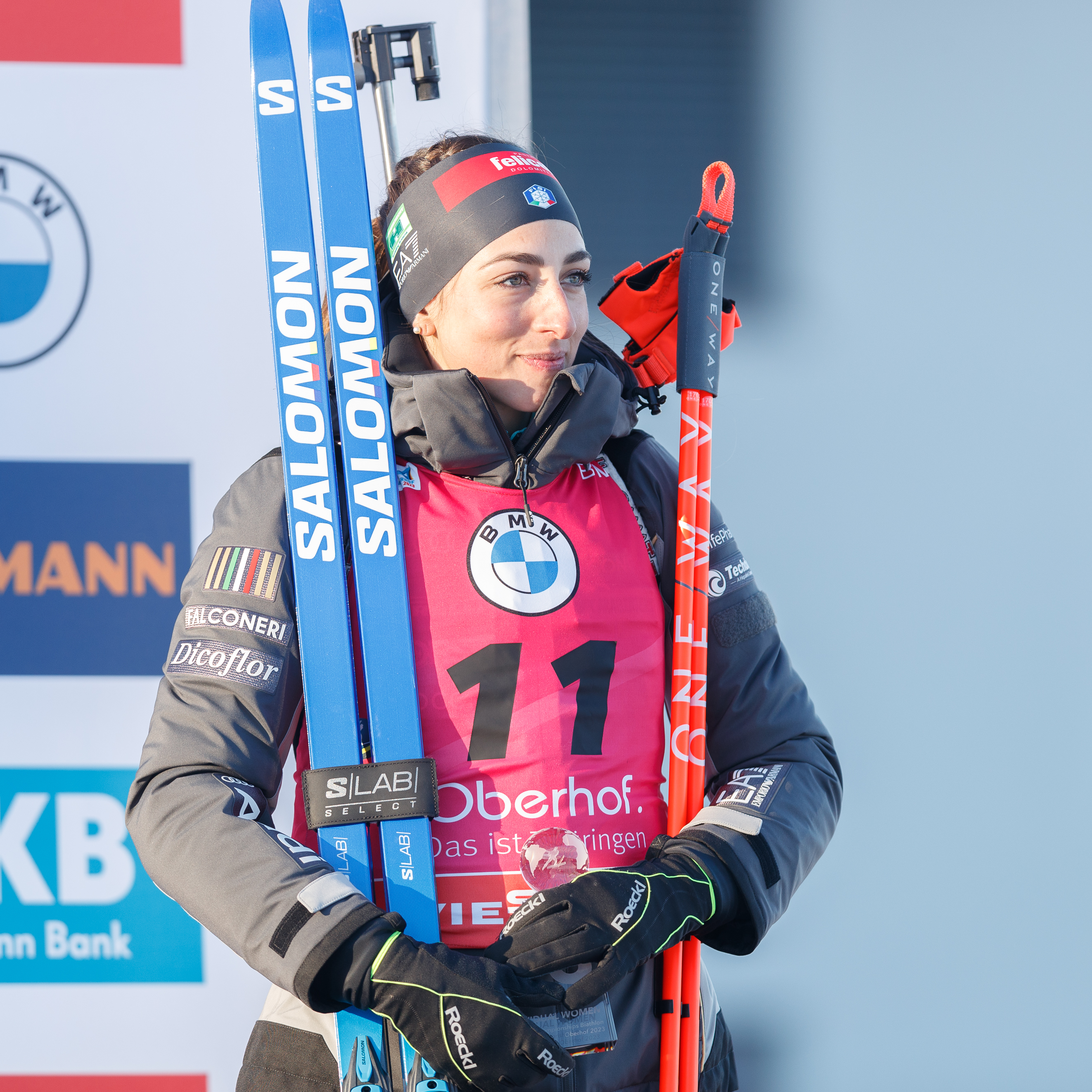
Vittozzi à Oberhof en 2023.

Désireuse de se relancer, Vittozzi prend la décision à l'intersaison de changer de fournisseur de skis, passant de Rossignol à Salomon. L'Italienne repart ambitieuse pour un nouveau cycle de 4 ans afin de l'amener aux JO 2026 se déroulant dans son pays. Elle retrouve le podium en novembre dès l'ouverture de la Coupe du monde 2022-2023 à Kontiolahti en se classant troisième de l'individuel grâce notamment à un tir retrouvé (19/20, une seule faute lors de son premier tir couché) et une bonne prestation sur les skis. L'Italienne continue sur sa lancée en Finlande, en prenant la deuxième place sur le sprint derrière l'Autrichienne Hauser. Cela lui permet de s'emparer du dossard jaune de leader de la coupe du monde, ce qui ne lui était plus arrivé depuis la saison 2018-2019. Elle le porte pendant deux courses avant de le céder à Julia Simon.
En janvier 2023, Lisa Vittozzi remporte l'individuel de Ruhpolding, signant ainsi sa troisième victoire en Coupe du monde quatre ans après son doublé d'Oberhof. Elle réalise à cette occasion une prestation de haut niveau avec un sans-faute au tir et le troisième temps de ski.
Vittozzi parvient à obtenir quatre médailles aux championnats du monde disputés à Oberhof en février. L'Italienne parvient avec ses coéquipiers à remporter une médaille d'argent en relais mixte. Pourtant cinquième du sprint, Vittozzi se sent légèrement souffrante et préfère déclarer forfait sur la poursuite afin de garder un maximum de force pour l'individuel. La stratégie est payante, grâce a un 19/20 au tir elle s'empare de la médaille de bronze derrière les Suédoises Hanna Öberg et Linn Persson. Le jour suivant, le duo italien Vittozzi-Giacomel fait le course devant et se retrouve à la lutte pour le titre du relais mixte simple jusqu'au dernier tir. Malheureusement, le compère de Vittozzi craque, il doit faire deux tours de pénalité mais parvient à sauver la troisième place, synonyme de médaille de bronze. Enfin, sur le relais féminin, les Italiennes, dans l'ordre, Comola, Wierer et Auchentaller, font la course en tête (seulement deux pioches à elles trois). Vittozzi est idéalement lancée pour conclure victorieusement et, en effet, elle ne laisse aucune chance de retour à ses adversaires. Réalisant un magistral 10/10 au tir, elle s'envole pour offrir le titre à l'Italie, première médaille d'or de l'histoire du relais féminin italien.
À la reprise de la Coupe du monde en mars, Vittozzi aligne les bons résultats et se replace sur le podium du classement général au point de devenir en compagnie de sa compatriote Wierer une menace pour la première place de Julia Simon. En se classant deuxième de l'individuel à Östersund, Vittozzi valide le gain du petit globe de la spécialité, comme en 2019. Finalement, la Française transforme logiquement son dossard jaune en gros globe de cristal tandis que Lisa Vittozzi termine troisième de ce classement général de la Coupe du monde, derrière Dorothea Wierer.

### Saison 2023-2024
Vittozzi entame la saison 2023-2024 par une victoire sur l'individuel à Östersund et prend la tête du classement général. Même si elle perd rapidement son dossard jaune, elle parvient à se maintenir parmi les meilleures durant ce début de saison et remporte la poursuite de Ruhpolding en janvier. La Transalpine exprime son désaccord avec l'IBU concernant le format court de l'individuel programmé à Antholz-Anterselva, voyant pour les filles une distance de course réduite de 15 km à 12,5 km et un barème de pénalité réduit de 1 min à 45 s par faute au tir.
Lors des championnats du monde à Nové Město en Tchéquie, Vittozzi ne prend que la 7e place du sprint malgré un 10/10 au tir, mais elle efface sa déception sur la poursuite : forte d'un 19/20 au tir, elle parvient à s'emparer de la médaille d'argent, derrière l'irrésistible Julia Simon. La Transalpine remporte ensuite le titre mondial de l'individuel avec un sans faute au tir. Dans une interview accordée après cette victoire, elle explique avoir beaucoup changé de mode de vie pour y parvenir, après plusieurs saisons décevantes au niveau des résultats. L'Italienne poursuit sa moisson de médailles en glanant, avec son coéquipier Tommaso Giacomel, l'argent sur le relais mixte simple. Elle conclût les mondiaux par une quatrième médaille, la troisième en argent, sur la mass start. Avec un nouveau 20/20 au tir, elle réalise une grande performance sur cette course, mais ne peut lutter pour la gagne face à la Française Justine Braisaz-Bouchet, également sans faute et de loin la plus rapide de toutes sur la piste,.
Au cours du dernier trimestre de la Coupe du monde 2023-2024, Lisa Vittozzi poursuit sur la même dynamique. Quatrième de l'individuel à Oslo, elle remporte le petit globe de l'individuel (pour la troisième fois). En Amérique du Nord, après sa deuxième place sur la poursuite de Soldier Hollow, Vittozzi gagne à Canmore le sprint, puis la poursuite, remportant au passage le petit globe de la poursuite. Ce doublé lui permet surtout de prendre la tête du classement général à une course de la fin. Ressentant la pression lors de la mass start finale avec le dossard jaune sur les épaules, malgré sa position très favorable (seule Tandrevold avec plus de soixante points de retard étant encore en mesure de finir devant elle au classement), la Transalpine est méconnaissable et effectue sa moins bonne course de l'hiver. Un mauvais résultat sans conséquence cependant puisqu'elle conserve la première place et remporte son premier gros globe de cristal.

### Absente en 2024-2025
Blessée au dos lors d’un stage, Lisa Vittozzi déclare forfait pour l'ouverture de la saison de la Coupe du monde de biathlon 2024-2025 à Kontiolahti, puis pour les étapes de Hochfilzen, du Grand-Bornand et d'Oberhof, son retour étant régulièrement repoussé. Finalement, le 8 janvier 2025, elle annonce son forfait pour l'ensemble de l'hiver, faisant de son rétablissement complet une priorité en vue de préparer au mieux la saison suivante, avec comme objectif principal les Jeux olympiques 2026 à domicile.

## Palmarès

### Jeux olympiques
| Édition / Épreuve | Individuel | Sprint | Poursuite | Mass start | Relais | Relais mixte                        |
| ----------------- | ---------- | ------ | --------- | ---------- | ------ | ----------------------------------- |
| Pyeongchang 2018  | 32e        | 6e     | 11e       | 4e         | 9e     | Médaille de bronze, Jeux olympiques |
| Pékin 2022        | 76e        | 36e    | 32e       | —          | 5e     | 9e                                  |

Légende :
- : troisième place, médaille de bronze
- — : non disputée par Vittozzi

### Championnats du monde
| Édition / Épreuve       | Individuel                | Sprint | Poursuite                | Mass start               | Relais                    | Relais mixte              | Relais mixte simple              |
| ----------------------- | ------------------------- | ------ | ------------------------ | ------------------------ | ------------------------- | ------------------------- | -------------------------------- |
| Kontiolahti 2015        | —                         | 60e    | 41e                      | —                        | Médaille de bronze, monde | —                         | Épreuve inexistante à cette date |
| Oslo-Holmenkollen 2016  | —                         | 20e    | 13e                      | 17e                      | 7e                        | —                         | Épreuve inexistante à cette date |
| Hochfilzen 2017         | 36e                       | 4e     | 14e                      | 11e                      | 5e                        | 4e                        | Épreuve inexistante à cette date |
| Östersund 2019          | Médaille d'argent, monde  | 21e    | 10e                      | 8e                       | 10e                       | Médaille de bronze, monde | —                                |
| Antholz-Anterselva 2020 | 71e                       | 6e     | 27e                      | 30e                      | 10e                       | Médaille d'argent, monde  | —                                |
| Pokljuka 2021           | 38e                       | 5e     | 48e                      | 5e                       | 9e                        | 6e                        | —                                |
| Oberhof 2023            | Médaille de bronze, monde | 5e     | N.P.                     | 22e                      | Médaille d'or, monde      | Médaille d'argent, monde  | Médaille de bronze, monde        |
| Nové Město 2024         | Médaille d'or, monde      | 7e     | Médaille d'argent, monde | Médaille d'argent, monde | 11e                       | 10e                       | Médaille d'argent, monde         |

Légende :
- : première place, médaille d'or
- : deuxième place, médaille d'argent
- : troisième place, médaille de bronze
- — : non disputée par Vittozzi
- : pas d'épreuve
- N.P. : non partante

### Coupe du monde
- 1 gros globe de cristal en 2024.
- 4 petits globes de cristal :
  - Vainqueur du classement de l'individuel en 2019, 2023 et 2024.
  - Vainqueur du classement de la poursuite en 2024.
- 57 podiums : 
  - 31 podiums individuels : 8 victoires, 12 deuxièmes places et 11 troisièmes places (dont une médaille d'or, trois médailles d'argent et une médaille de bronze aux championnats du monde).
  - 11 podiums en relais : 3 victoires, 1 deuxièmes place et 7 troisièmes places (dont une médaille d'or et une médaille de bronze aux championnats du monde).
  - 13 podiums en relais mixte : 2 victoires, 6 deuxièmes places, 5 troisièmes places (dont une médaille de bronze aux Jeux olympiques, deux médailles d'argent et une médaille de bronze aux championnats du monde).
  - 2 podiums en relais mixte simple : 1 deuxième place et 1 troisième place (une médaille d'argent et une médaille de bronze aux championnats du monde).

 Dernière mise à jour le 17 mars 2024 

#### Classements en Coupe du monde par saison
| Saison    | Individuel | Individuel | Individuel | Sprint  | Sprint | Sprint   | Poursuite | Poursuite | Poursuite | Mass start | Mass start | Mass start | Général | Général | Général  |
| Saison    | Courses    | Points     | Position   | Courses | Points | Position | Courses   | Points    | Position  | Courses    | Points     | Position   | Courses | Points  | Position |
| --------- | ---------- | ---------- | ---------- | ------- | ------ | -------- | --------- | --------- | --------- | ---------- | ---------- | ---------- | ------- | ------- | -------- |
| 2014-2015 | 0 / 3      |            |            | 6 / 10  | 34     | 59e      | 3 / 7     | 16        | 58e       | 0 / 5      |            |            | 9 / 25  | 50      | 64e      |
| 2015-2016 | 1 / 3      | -          | nc         | 8 / 9   | 74     | 34e      | 5 / 8     | 63        | 40e       | 1 / 5      | 24         | 39e        | 15 / 25 | 161     | 39e      |
| 2016-2017 | 3 / 3      | 5          | 67e        | 9 / 9   | 131    | 22e      | 8 / 9     | 178       | 14e       | 1 / 5      | 30         | 36e        | 21 / 26 | 344     | 27e      |
| 2017-2018 | 2 / 2      | 18         | 43e        | 8 / 8   | 230    | 7e       | 7 / 7     | 191       | 8e        | 5 / 5      | 125        | 12e        | 22 / 22 | 588     | 6e       |
| 2018-2019 | 3 / 3      | 140        | 1re        | 9 / 9   | 309    | 4e       | 7 / 8     | 301       | 4e        | 5 / 5      | 132        | 12e        | 24 / 25 | 882     | 2e       |
| 2019-2020 | 3 / 3      | 75         | 12e        | 8 / 8   | 214    | 7e       | 5 / 5     | 104       | 15e       | 5 / 5      | 135        | 10e        | 21 / 21 | 528     | 10e      |
| 2020-2021 | 3 / 3      | 31         | 34e        | 10 / 10 | 206    | 14e      | 7 / 8     | 83        | 31e       | 5 / 5      | 97         | 19e        | 25 / 26 | 449     | 16e      |
| 2021-2022 | 2 / 2      | 28         | 24e        | 8 / 9   | 115    | 27e      | 4 / 7     | 77        | 30e       | 3 / 4      | 26         | 35e        | 17 / 22 | 246     | 31e      |
| 2022-2023 | 3 / 3      | 225        | 1re        | 7 / 7   | 236    | 6e       | 6 / 6     | 279       | 4e        | 4 / 4      | 142        | 7e         | 20 / 20 | 882     | 3e       |
| 2023-2024 | 3 / 3      | 165        | 1re        | 7 / 7   | 373    | 3e       | 7 / 7     | 398       | 1re       | 4 / 4      | 155        | 6e         | 21 / 21 | 1091    | 1re      |

#### Victoires
| Saison \ Épreuve | Individuel                          | Sprint  | Poursuite          | Mass start | Total |
| ---------------- | ----------------------------------- | ------- | ------------------ | ---------- | ----- |
| 2018-2019        |                                     | Oberhof | Oberhof            |            | 2     |
| 2022-2023        | Ruhpolding                          |         |                    |            | 1     |
| 2023-2024        | Östersund Nové Město (Ch. du monde) | Canmore | Ruhpolding Canmore |            | 5     |
| Total            | 3                                   | 2       | 3                  | 0          | 8     |

Dernière mise à jour le 16 mars 2024

#### Résultats détaillés en Coupe du monde
| 2014-2015 |        |        |        |        |         |        |        |        |        |         |         |        |        |        |        |         |         |        | .      | .       | .      | .       |         |         |        |         | 64e |
| 2014-2015 | IN     | SP 37e | PU 26e | SP 55e | PU N.P. | SP     | PU     | MS     | SP 50e | MS      | SP 34e  | MS     | SP     | PU     | SP 18e | PU 42e  | IN      | SP     | SP 59e | PU 40e  | IN     | MS      | SP      | PU      | MS     |         | 64e |
| 2015-2016 |        |        |        |        |         |        |        |        |        |         |         |        |        |        |        |         |         |        |        | .       | .      | .       | .       |         |        |         | 39e |
| 2015-2016 | IN     | SP 48e | PU 57e | SP 37e | PU N.P. | SP 68e | PU     | MS     | SP     | PU      | MS      | IN 52e | MS     | SP 30e | PU 33e | SP 17e  | MS      | SP 46e | PU 29e | SP 20e  | PU 13e | IN      | MS 17e  | SP 27e  | PU 26e | MS Ann. | 39e |
| 2016-2017 |        |        |        |        |         |        |        |        |        |         |         |        |        |        |        | .       | .       | .      | .      |         |        |         |         |         |        |         | 27e |
| 2016-2017 | IN 58e | SP 33e | PU 47e | SP 34e | PU 21e  | SP 38e | PU 14e | MS     | SP 58e | PU N.P. | MS      | SP 27e | PU 10e | IN 83e | MS     | SP 4e   | PU 14e  | IN 36e | MS 11e | SP 23e  | PU 43e | SP 6e   | PU 3e   | SP 46e  | PU 16e | MS      | 27e |
| 2017-2018 |        |        |        |        |         |        |        |        |        |         |         |        |        |        |        | .       | .       | .      | .      |         |        |         |         |         |        |         | 6e  |
| 2017-2018 | IN 21e | SP 5e  | PU 4e  | SP 14e | PU 21e  | SP 4e  | PU 3e  | MS 29e | SP 51e | PU 36e  | IN 18e  | MS 7e  | SP 40e | PU 9e  | MS 16e | SP 6e   | PU 11e  | IN 32e | MS 4e  | SP 3e   | MS 2e  | SP 10e  | PU 32e  | SP 5e   | PU 8e  | MS 28e  | 6e  |
| 2018-2019 |        |        |        |        |         |        |        |        |        |         |         |        |        |        |        |         |         |        |        | .       | .      | .       | .       |         |        |         | 2e  |
| 2018-2019 | IN 6e  | SP 5e  | PU 4e  | SP 4e  | PU 6e   | SP 18e | PU 4e  | MS 27e | SP 1re | PU 1re  | SP 2e   | MS 11e | SP 5e  | PU 3e  | MS 11e | SI 3e   | SP Ann. | SP 12e | PU 6e  | SP 21e  | PU 10e | IN 2e   | MS 8e   | SP 68e  | PU     | MS 11e  | 2e  |
| 2019-2020 |        |        |        |        |         |        |        |        |        |         |         |        |        | .      | .      | .       | .       |        |        |         |        |         |         |         |        |         | 10e |
| 2019-2020 | SP 70e | IN 9e  | SP 23e | PU 25e | SP 15e  | PU 15e | MS 16e | SP 20e | MS 9e  | SP 9e   | PU 41e  | IN 4e  | MS 2e  | SP 6e  | PU 27e | IN 71e  | MS 30e  | SP 7e  | MS 19e | SP 4e   | PU 3e  | SP Ann. | PU Ann. | MS Ann. |        |         | 10e |
| 2020-2021 |        |        |        |        |         |        |        |        |        |         |         |        |        |        |        | .       | .       | .      | .      |         |        |         |         |         |        |         | 16e |
| 2020-2021 | IN 84e | SP 25e | SP 21e | PU 42e | SP 7e   | PU 15e | SP 30e | PU 13e | MS 25e | SP 89e  | PU      | SP 16e | MS 17e | IN 13e | MS 27e | SP 5e   | PU 48e  | IN 38e | MS 5e  | SP 3e   | PU 27e | SP 28e  | PU 54e  | SP 20e  | PU 26e | MS 20e  | 16e |
| 2021-2022 |        |        |        |        |         |        |        |        |        |         |         |        |        |        |        | .       | .       | .      | .      |         |        |         |         |         |        |         | 31e |
| 2021-2022 | IN 13e | SP 43e | SP 13e | PU 20e | SP 7e   | PU 42e | SP 20e | PU 5e  | MS 27e | SP 49e  | PU N.P. | SP 89e | PU     | IN 93e | MS 30e | IN 76e  | SP 36e  | PU 32e | MS     | SP N.P. | PU     | SP 65e  | MS      | SP 11e  | PU 25e | MS 23e  | 31e |
| 2022-2023 |        |        |        |        |         |        |        |        |        |         |         |        |        |        | .      | .       | .       | .      |        |         |        |         |         |         |        |         | 3e  |
| 2022-2023 | IN 3e  | SP 2e  | PU 4e  | SP 18e | PU 8e   | SP 6e  | PU 2e  | MS 23e | SP 65e | PU      | IN 1re  | MS 2e  | SP 13e | PU 2e  | SP 5e  | PU N.P. | IN 3e   | MS 22e | SP 8e  | PU 5e   | IN 2e  | MS 18e  | SP 7e   | PU Ann. | MS 13e |         | 3e  |
| 2023-2024 |        |        |        |        |         |        |        |        |        |         |         |        |        |        | .      | .       | .       | .      |        |         |        |         |         |         |        |         | 1re |
| 2023-2024 | IN 1re | SP 9e  | PU 9e  | SP 5e  | PU 4e   | SP 3e  | PU 14e | MS 4e  | SP 7e  | PU 8e   | SP 3e   | PU 1re | SI 16e | MS 6e  | SP 7e  | PU 2e   | IN 1re  | MS 2e  | IN 4e  | MS 5e   | SP 4e  | PU 2e   | SP 1re  | PU 1re  | MS 21e |         | 1re |

### Championnats du monde juniors et de la jeunesse
| Édition \ Épreuve   | Individuel               | Sprint                   | Poursuite            | Relais |
| ------------------- | ------------------------ | ------------------------ | -------------------- | ------ |
| Kontiolahti 2012    | 27e                      | 36e                      | 30e                  | —      |
| Obertilliach 2013   | 37e                      | Médaille d'argent, monde | 5e                   | 10e    |
| Presque Isle 2014   | Médaille d'argent, monde | Médaille d'or, monde     | Médaille d'or, monde | 5e     |
| Minsk-Raubichi 2015 | 8e                       | 7e                       | 4e                   | —      |

Légende :
- participation aux Ch. du monde de la jeunesse

- : première place, médaille d'or
- : deuxième place, médaille d'argent
- — : non disputée par Vittozzi

### Championnats d'Europe juniors
| Édition \ Épreuve | Individuel                 | Sprint | Poursuite | Relais mixte |
| ----------------- | -------------------------- | ------ | --------- | ------------ |
| Nové Město 2014   | Médaille de bronze, Europe | 10e    | 10e       | —            |

Légende :
- : troisième place, médaille de bronze
- — : non disputée par Vittozzi

### Championnats du monde de biathlon d'été
| Édition \ Épreuve | Super sprint             | Sprint               | Mass start |
| ----------------- | ------------------------ | -------------------- | ---------- |
| Ruhpolding 2022   | Médaille d'argent, monde | Médaille d'or, monde | 5e         |

Légende :
- : première place, médaille d'or
- : deuxième place, médaille d'argent

## Distinction
- Collare d'oro al merito sportivo en 2023[42]